# Vincenzo Russo (politico 1924-2005)
Vincenzo Russo (Foggia, 18 aprile 1924 – Roma, 25 febbraio 2005) è stato un politico italiano. È stato Ministro senza portafoglio del Consiglio dei Ministri con delega per gli Affari Regionali, sottosegretario di Stato alle Finanze, ai Lavori pubblici e all'Interno nei vari governi, deputato per otto legislature e senatore nell'unica e XI legislatura.